# Batalla de Cabira
La batalla de Cabira fue un decisivo enfrentamiento sucedido en el año 72 a. C. entre las fuerzas romanas comandadas por Lucio Licinio Lúculo y las pónticas de Mitrídates VI del Ponto, terminando en una decisiva victoria romana.